# Ljubomir Wessow

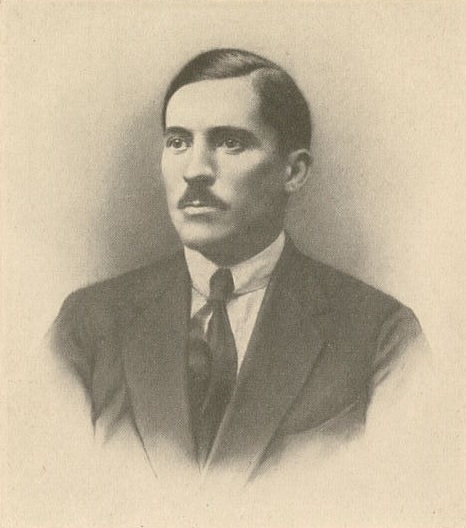
Ljubomir Wessow

Ljubomir Iliew Wessow (bulgarisch Любомир Илиев Весов, bulgarische Schreibweise bis 1945 Любомиръ Илиевъ Весовъ, * 30. August 1892 in Veles, Osmanisches Reich; † 5. November 1922 bei Ostrilci, Königreich der Serben, Kroaten und Slowenen) war ein bulgarischer Dichter und Revolutionär. Wessow war Mitbegründer der Makedonischen Studentenvereinigung „Vardar“ und war bis zu seinem Tod Wojwode der IMRO (Inneren Makedonischen Revolutionären Organisation) in Westmakedonien.

## Leben
Wessow wurde 1892 in der zentralmakedonischen Stadt Veles geboren. Sein Vater Ilija Wessow (1832–1895) war eine bekannte Persönlichkeit der bulgarischen Gemeinde in Veles und 1871 Mitbegründer des örtlichen Tschitalischte. Wessow absolvierte die Mittelschule in der bulgarische Hauptstadt Sofia. Schon als Schüler trat er in die Reihen der IMARO ein und operierte mehrere Jahre als Tschetnik in Makedonien. Im ersten Balkankrieg kämpfte Ljubomir als Teil des Makedonien-Adrianopel-Freiwilligen-Korps der bulgarischen Armee. Dort nahm er an der Schlacht von Krivolak teil, weswegen er aufgrund seiner Verdienste mit einem Orden ausgezeichnet wurde. Wessow zeichnete sich durch seine humanen und schützenden Taten gegenüber der einheimischen türkischen Bevölkerung aus.
Am 20. März 1915 nahm Wessow an der sogenannten Valandovo-Aktion der IMARO teil, welche als einer der größten Schlachten in der Geschichte der Organisation gilt. Das von Todor Aleksandrow organisierte Kommandounternehmen richtete sich gegen die Bahnlinie Belgrad-Saloniki und wurde auf damaliges serbisches Territorium ausgetragen. Zusammen mit den Wojwoden Wane Stojanow, Petar Owtscharow, Petar Tschaulew und Panajot Karamfilowitsch und etwa 1000 Tschetniks griffen sie serbische Stellungen entlang des Vardars bei Valandovo, Pirava und Udovo an. Im Zuge der Kämpfe starben 470 serbische Soldaten und 7 Offiziere.

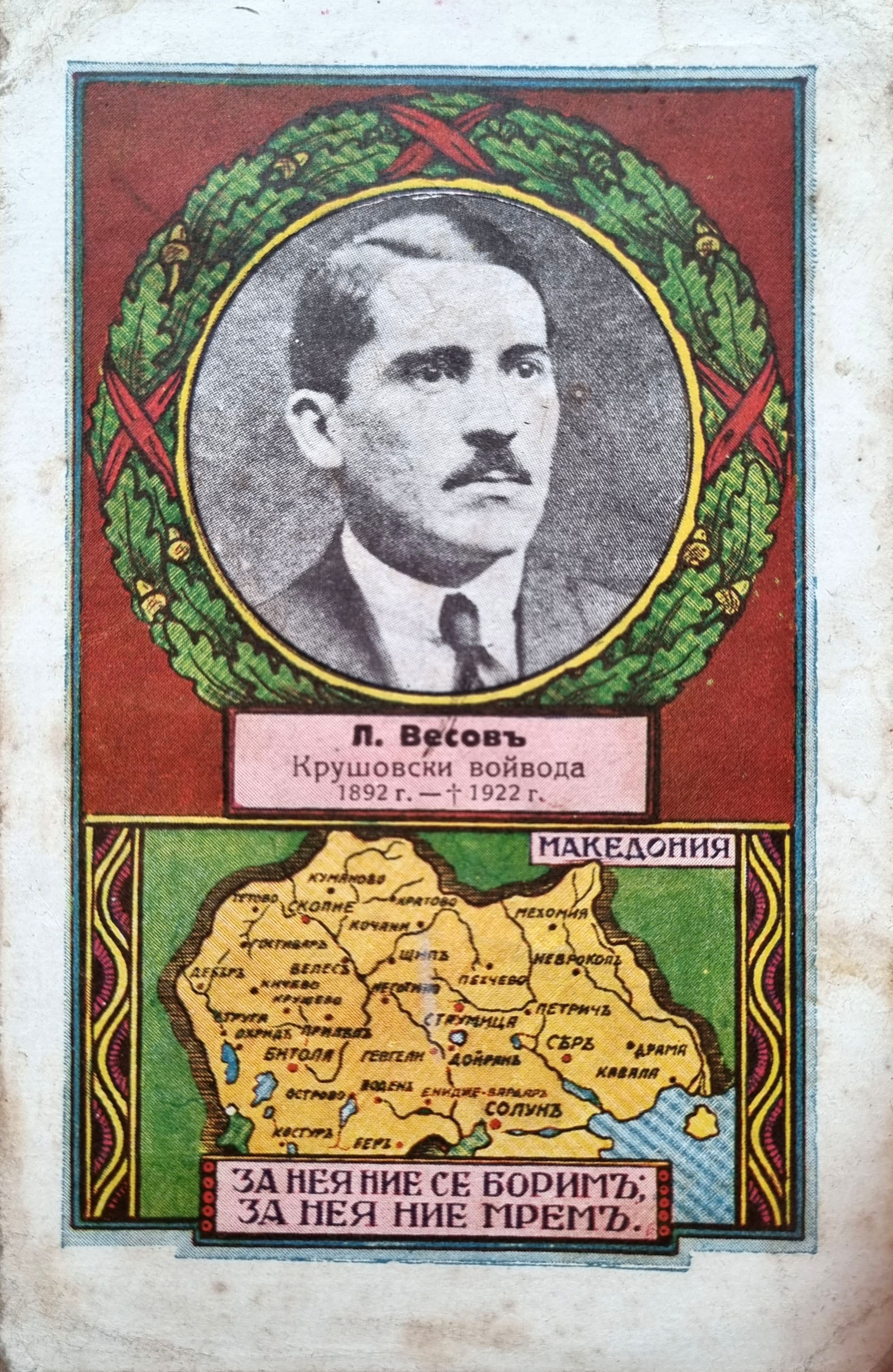
Postkarte zu Ehren Ljubomir Wessows, herausgegeben von der Makedonischen Studentenvereinigung „Vardar“

Während des Ersten Weltkrieges war Wessow Kompaniechef in der bulgarischen Armee. Nach dem Rückzug der serbischen Truppen in Makedonien wurde er zum Stadtkommandanten von Kruševo ernannt. Nach dem Krieg studierte er an der Universität Sofia Rechtswissenschaft, wo er März 1920 Mitbegründer der Makedonischen Studentenvereinigung „Vardar“ wurde. Nach seinem Studium widmete er sich weiter der revolutionären Tätigkeiten in der nun von Todor Aleksandrow neu gegründeten IMRO. 1920 wurde Wessow zum IMRO-Wojwoden von Kruševo ernannt.
Als Wessow 1922 von serbischer Polizei in dem Dorf Ostrilci bei Kruševo umzingelt wurde, beging er Selbstmord. Wessow wurde in Kruševo beerdigt. Sein Tod wurde von der IMRO und den makedonischen Flüchtlingen in Bulgarien als schwerer Schlag für die nationale Befreiungsbewegung aufgenommen. 1928 existierte in Petritsch eine nach Ljubomir Wessow benannte Fußballmannschaft.

## Werk
Ljubomir Wessow schuf vom Symbolismus beeinflusste vaterländische und Liebesgedichte, die gesammelt postum veröffentlicht wurden. Zudem übersetzte er Gedichte aus dem Russischen. Der bulgarische Literaturwissenschaftler Rumen Stojanow verglich 2007 die Gedichte Wessows mit der gegenwärtigen bulgarischen Dichtung und lobte ihre Reinheit und ihr Einfühlungsvermögen.
Übersetzungen von Wessows Gedichten ins Deutsche erschienen von Meli M. Schischmanow (1896–1962).